# Voto preferencial

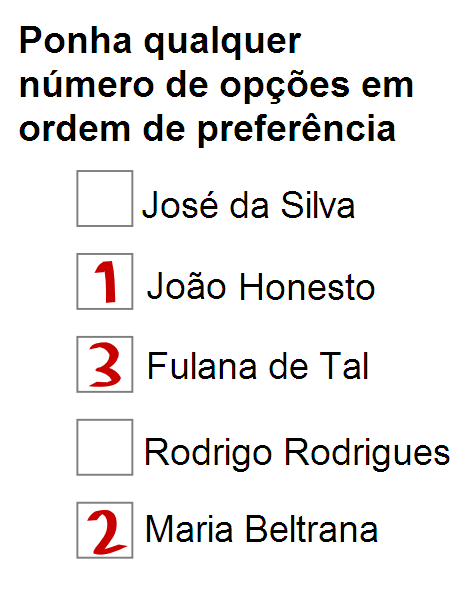
Exemplo de uma cédula eleitoral com voto preferencial.

Voto preferencial ou votação preferencial é um tipo de estrutura de cédula eleitoral utilizada em diversos sistemas eleitorais em que os eleitores classificam uma lista ou grupo de candidatos em ordem de preferência. Por exemplo, o
eleitor pode escrever um "1" ao lado de sua primeira escolha, um "2" ao lado de sua preferência em segundo lugar, e assim por diante. Isto contrasta com as cédulas utilizadas por métodos que não permitem mais do que duas opções para cada candidato (Sim ou Não), como a voto majoritário ou votação por aprovação.

## História
A primeira referência conhecida sobre voto por ordem de preferência se encontra nas escrituras de Ramon Llull no final do século XIII. Seu significado nem sempre é claro. Se crê que Llull apoiava um método similar ao método Copeland, desenvolvido séculos depois, que utilizava uma sequência de eleições "um contra um", e não cédulas de voto preferencial.
No século XV, os documentos de Llull chamaram a atenção de Nicolás de Cusa. Ainda assim, Cusa parece pouco influenciado por estas, e independentemente desenvolveu o que agora se chama de Conta de Borda. Esse método usou cédulas ranqueadas. As escrituras de Llull e de Cusa logo desapareceram, para serem redescobertas no século XX.
O estudo moderno da votação preferencial se iniciou quando Jean-Charles de Borda publicou um escrito em 1781 no qual defendia o método associado a seu nome. Esse método foi criticado pelo Marquês de Condorcet, quem criou seu próprio método para reconhecer uma preferência coletiva, o Método de Condorcet. Acreditava que o método de Borda nem sempre identifica corretamente a preferência de um grupo. Ainda assim, o exemplo que Condorcet criou para argumentar este segue polêmico.